# Jojoba
A jojoba (Simmondsia chinensis) a szegfűfélék (Caryophyllales) rendjébe tartozó (Simmondsiaceae) család  egyetlen képviselője. 1-2,5 méter magasra növő cserje, amely az Arizona, Kalifornia és Mexikó területén található Sonora- és Mojave-sivatagokban honos. Magjának olajáért ipari mennyiségben termesztik. A jojobaolajat főként a kozmetikai iparban használják.